# Mala Crna Gora
Mala Crna Gora este un sat din comuna Žabljak, Muntenegru. Conform datelor de la recensământul din 2003, localitatea are 110 locuitori (la recensământul din 1991 erau 218 locuitori).

## Demografie
În satul Mala Crna Gora locuiesc 104 persoane adulte, iar vârsta medie a populației este de 52,0 de ani (49,0 la bărbați și 54,7 la femei). În localitate sunt 51 de gospodării, iar numărul mediu de membri în gospodărie este de 2,16.
Populația localității este foarte eterogenă.
|  |

| Demografie | Demografie | Demografie |
| An         | Locuitori  | Locuitori  |
| ---------- | ---------- | ---------- |
|            |            |            |
|            |            |            |
|            |            |            |
|            |            |            |
| 1948       | 354        |            |
| 1953       | 387        |            |
| 1961       | 391        |            |
| 1971       | 408        |            |
| 1981       | 311        |            |
| 1991       | 218        | 212        |
| 2003       | 111        | 110        |

| \| Componența etnică conform recensământului din 2003[2] \| Componența etnică conform recensământului din 2003[2] \| Componența etnică conform recensământului din 2003[2] \| Componența etnică conform recensământului din 2003[2] \| Componența etnică conform recensământului din 2003[2] \| \| ----------------------------------------------------- \| ----------------------------------------------------- \| ----------------------------------------------------- \| ----------------------------------------------------- \| ----------------------------------------------------- \| \| \| \| \| \| \| \| Muntenegreni \| Muntenegreni \| \| 62 \| 56,36% \| \| Sârbi \| Sârbi \| \| 22 \| 20% \| \| Germani \| Germani \| \| 1 \| 0,9% \| \| necunoscută \| necunoscută \| \| 0 \| 0% \| |              |  |    |        |
| Componența etnică conform recensământului din 2003 |              |  |    |        |
| |              |  |    |        |
| Muntenegreni | Muntenegreni |  | 62 | 56,36% |
| Sârbi | Sârbi        |  | 22 | 20%    |
| Germani | Germani      |  | 1  | 0,9%   |
| necunoscută | necunoscută  |  | 0  | 0%     |